# Crocus vernus
Crocus vernus é uma espécie de plantas do gênero Crocus, da família Iridaceae. Inclui as espécies Crocus sativus, a fonte do açafrão, e Crocus sativus, cultivado por suas flores.

## Galeria

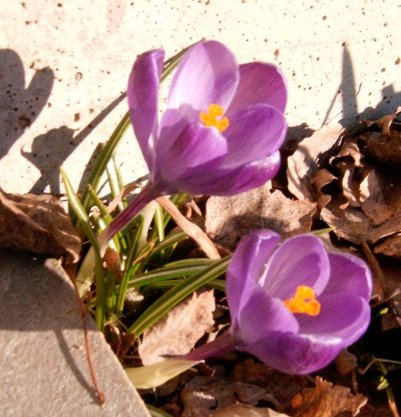
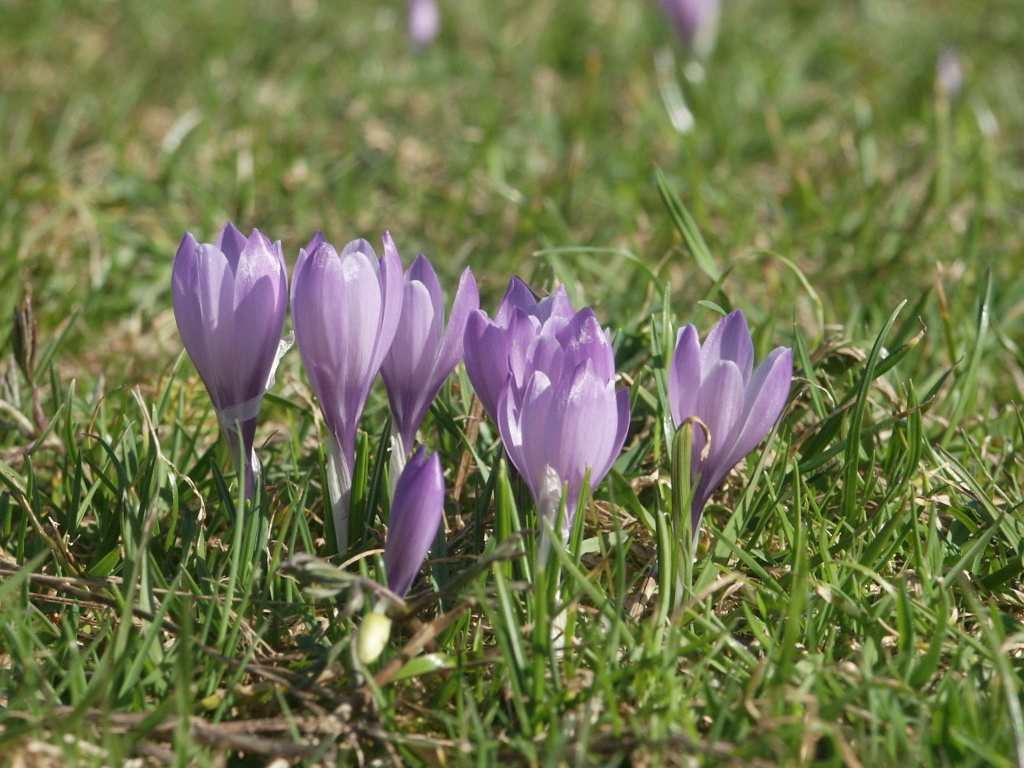
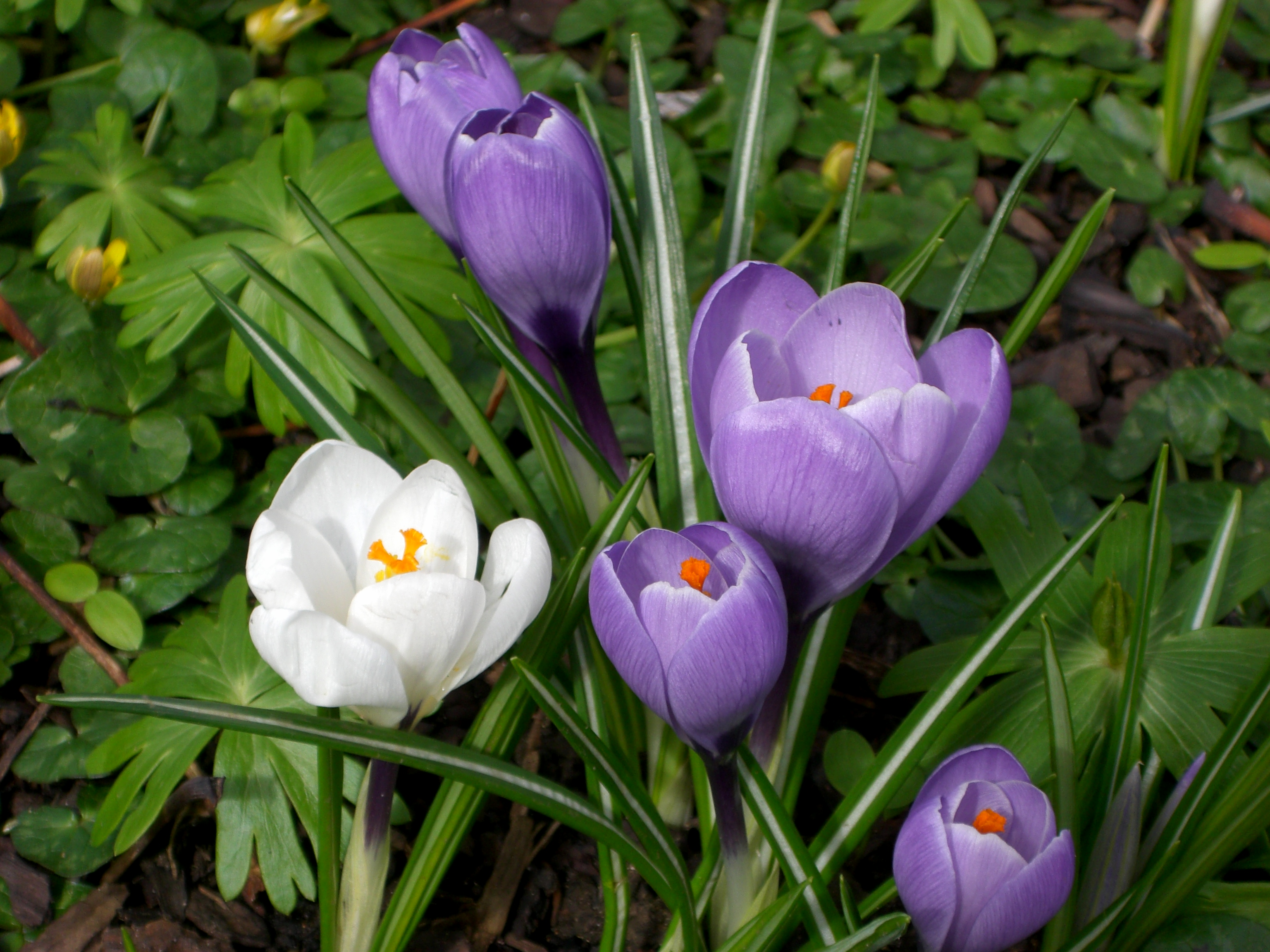
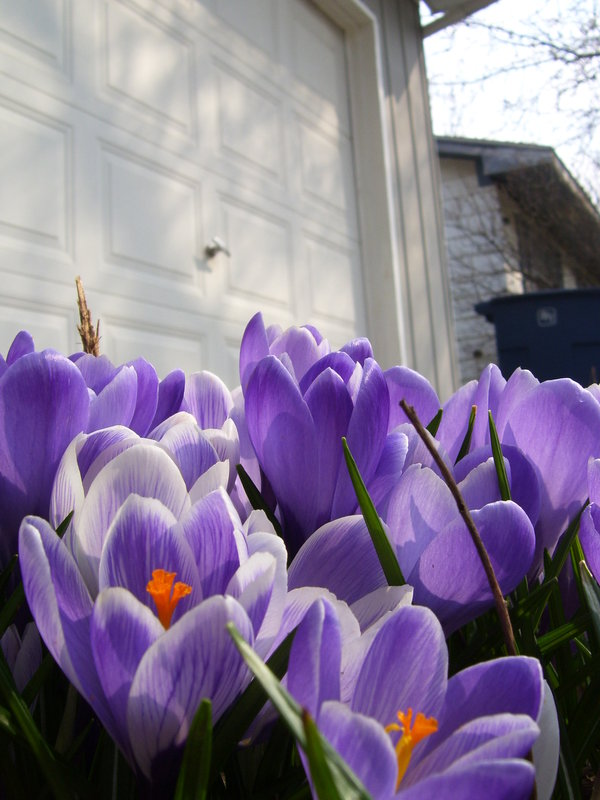